# Mas Canyet (Palamós)
El Mas Canyet és una masia de Palamós (Baix Empordà) inclosa a l'Inventari del Patrimoni Arquitectònic de Catalunya. La torre és anterior a la masia, segurament del segle xvi. Al segle xviii es deuria construir el mas adossat i la torre va perdre el seu caràcter defensiu. La façana principal del mas està orientada a sud-oest. El portal té gravada la data 1787 a la llinda. L'estat general del mas és ruïnós: els sostres estan mig caiguts, falten els marcs de les finestres, etc. La torre adossada a l'extrem est, però, es conserva bastant bé. És de planta rectangular (5,57x4,90m.) i té una alçada de 7m. dividits en tres plantes. La part baixa és ocupada per un forn de pa que té una data del segle xvi. La segona es comunica amb la casa per una porta que deuria ser la poterna, ja que al capdamunt hi ha les restes d'un matacà. Es comunica amb la superior per una trapa. A l'exterior hi ha tres finestres i algunes espitlleres aparedades, emmarcades amb pedra de granit. Està coberta amb una teulada a dues vessants.